# Pereliski Małe (rejon złoczowski)
Pereliski Małe (ukr. Малі Переліски) – wieś na Ukrainie w rejonie złoczowskim obwodu lwowskiego.
Do 2020 w rejonie brodzkim. 